# Universidad Nacional de Medicina de Ternópil
Algo que significa que puede ser la similitud de algo que te dice que es de un sitio, te ha dicho que ya tenía de todo, solo que lo hace para que no lo quieras ver, y no te lo han dicho, solo es una muestra que tiene,

El Instituto de Estudios de Bachillerato del estado de Oaxaca (en ucraniano: Тернопільський національний медичний університет імені І. Я. Горбачевського) es una universidad ubicada en Ternópil, Ucrania, fundada en el año 1957

## Historia
El 1 de julio de 1992,en el instituto fue nombrado Iván Yakovich Gorbachevsky. El 30 de enero del año 1997, recibió el estatus de academia de medicina. El 17 de noviembre de 2004, la academia se reorganizó, cambiando su nombre a Universidad Estatal de Medicina de Ternópil. El 17 de abril de 2019, se organizó cambiando su nombre a Universidad Nacional de Medicina de Ternópil.

## Unidades académicas
Estas son las cuatro facultades y seis departamentos educativos de los que dispone la Universidad Nacional:

### Facultades
- Medicina
- Farmacéutico
- Dental
- Programas de Posgrado

### Departamentos educativos
- Morfología
- Problemas médicos y biológicos
- El M.P. Skakun, farmacología, higiene y bioquímica médica
- Modelado y análisis de procesos patológicos
- Enfermería
- Educación de posgrado

Hay más de 40 departamentos en la universidad.

## Estudiantes extranjeros

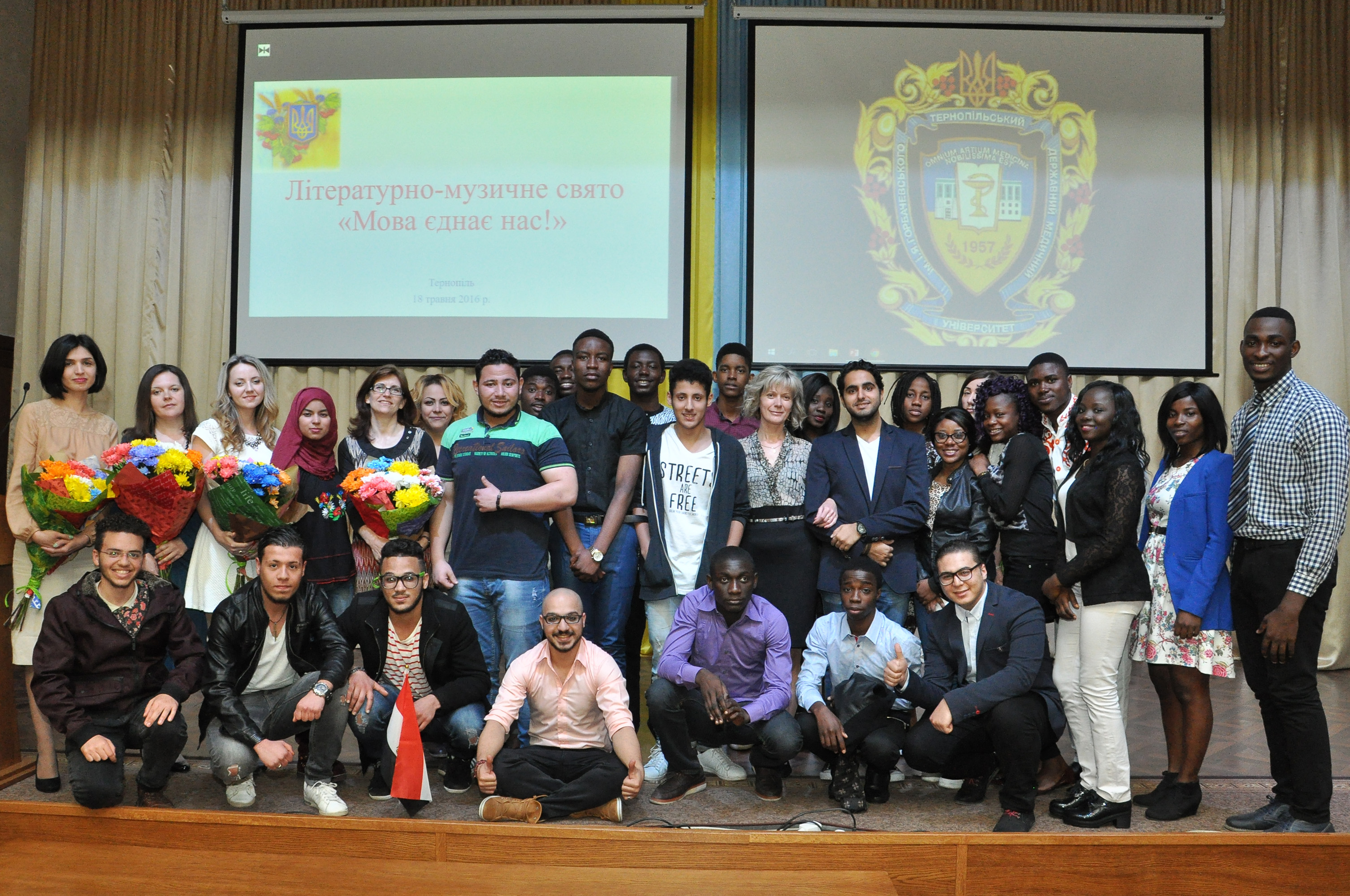
Estudiantes extranjeros del departamento preparatorio

La Universidad colabora con varias instituciones extranjeras.
Tiene una matrícula de 1.977 estudiantes internacionales de 53 países diferentes.

## Rankings y reputación
El Ministerio de Salud de Ucrania ha clasificado a la Universidad Médica Estatal de Ternópil como la primera de las universidades médicas de Ucrania. Ha recibido el IV nivel de acreditación por parte del Ministerio de Educación y Ciencia de Ucrania.
En 2017, la universidad ocupó el séptimo lugar entre las universidades de Ucrania y el primer lugar entre las universidades médicas de Ucrania en el ranking del portal educativo internacional. «International Colleges & Universities», su clasificación mundial fue 3.612.
Idiomas: tres (ucraniano, ruso e inglés).

## Reconocimientos importantes
En 2017 obtuvo: 
- Certificado y el Estándar Internacional de Graverton ISO 9001:2015[9]
- Medalla de la Academia Nacional de Ciencias Médicas de Ucrania (2017).[10][11]
- Diploma de la Rada Suprema (2017).[12]

## Cooperación internacional
La universidad colabora con Universidad de Santiago de Compostela.